# Kupiec, to jest Kształt a podobieństwo Sądu Bożego ostatecznego
Kupiec, to jest Kształt a podobieństwo Sądu Bożego ostatecznego – dramat religijny Mikołaja Reja wydany anonimowo w Królewcu w 1549.
Dramat, pisany z pozycji protestanckich, ma charakter antykatolicki. Wzorowany jest na utworze Mercator seu Iudicium bawarskiego luteranina Thomasa Naogeorga (Kirchmaiera). Rej zaczerpnął z pierwowzoru postacie, fabułę, kolejność scen i układ dialogów. Zrezygnował natomiast z podziału na pięć aktów i z chóru, a zamiast tego podzielił tekst na dwie części. Rej rozbudował też znacznie tekst. Kupiec liczy ok. 9 tys. wersów, zaś oryginał miał ich tylko ok. 3 tys. Rej skupił się także bardziej na scenkach rodzajowych i kolorycie mowy potocznej niż na skomplikowanych kwestiach teologicznych.
Dramat nawiązuje do konwencji moralitetu. Chrystus, widząc liczne grzechy świata, jest gotów zniszczyć go ostatecznie, jednak postanawia dać ludziom czas na opamiętanie się, zaś przed sąd pozywa tylko Księcia, Biskupa, Gardyjana i Kupca, wysyłając po nich Posła. Przebieg procesu wzorowany jest na ówczesnych polskich realiach sądowych.